# Plongement de Segre
 (février 2023).
Si vous disposez d'ouvrages ou d'articles de référence ou si vous connaissez des sites web de qualité traitant du thème abordé ici, merci de compléter l'article en donnant les références utiles à sa vérifiabilité et en les liant à la section « Notes et références ».
En géométrie algébrique, le plongement de Segre est un morphisme qui identifie le produit fibré de deux espaces projectifs à une variété projective. Une conséquence en est que le produit fibré de deux variétés projectives est une variété projective. 

## Le cas des espaces projectifs
On fixe un corps {\displaystyle k} et deux entiers naturels {\displaystyle n,m>0} et on considère le produit fibré {\displaystyle P=\mathbb {P} _{k}^{n}\times _{k}\mathbb {P} _{k}^{m}} des espaces projectifs de dimensions respectives {\displaystyle n,m}.  Alors il existe un morphisme de variétés algébriques 
qui est une immersion fermée (i.e. {\displaystyle f} induit un isomorphe sur son image qui est une sous-variété fermée de {\displaystyle \mathbb {P} _{k}^{nm+n+m}}). De plus, au niveau des points rationnels, on a
Cette immersion est appelée le plongement de Segre. 
De façon formelle, ce morphisme peut être construit localement sur un recouvrement affine. En effet {\displaystyle P} est la réunion des {\displaystyle D_{+}(X_{i})\times _{k}D_{+}(Y_{j})}, et {\displaystyle \mathbb {P} _{k}^{nm+n+m}={\rm {Proj}}k[T_{ij}]_{0\leq i\leq n,0\leq j\leq m}} est recouvert par les ouverts affines {\displaystyle D_{+}(T_{ij})}. Sur {\displaystyle D_{+}(X_{i})\times _{k}D_{+}(Y_{j})}, le morphisme {\displaystyle f} est le morphisme de variétés affines
correspondant au morphisme surjectif de {\displaystyle k}-algèbres 

### Exemple
Si {\displaystyle n=m=1}, alors {\displaystyle f} identifie le produit {\displaystyle \mathbb {P} _{k}^{1}\times _{k}\mathbb {P} _{k}^{1}} des droites projectives à son image dans {\displaystyle \mathbb {P} _{k}^{3}}, laquelle est la quadrique d'équation 

## Cas général
Soient {\displaystyle X,Y} des variétés projectives sur {\displaystyle k}. Par définition, elles sont isomorphes respectivement à des sous-variétés fermées de {\displaystyle \mathbb {P} _{k}^{n}} et {\displaystyle \mathbb {P} _{k}^{m}}. Alors le produit fibré {\displaystyle X\times _{k}Y} est isomorphe à une sous-variété fermée de {\displaystyle \mathbb {P} _{k}^{n}\times _{k}\mathbb {P} _{k}^{m}}. Comme celle-ci est une variété projective par le plongement de Segre, on en déduit que {\displaystyle X\times _{k}Y} est aussi une variété projective. 